# Giada Galizi
Giada Galizi (née le 20 juillet 1993 à Rome) est une nageuse italienne, spécialiste de nage libre.

## Biographie
Spécialiste des 50 et 100 m nage libre, Giada Galizi appartient au club d’Aurelia Nuoto Unicusano et son entraîneur est Roberto Marinelli.
Elle détient les records personnels suivants, obtenus en 2014 :
- 50 m, 25 s 68
- 100 m, 55 s 14.

À Berlin, elle remporte le premier titre européen de la nouvelle épreuve du relais 4 x 100 m mixte le 22 août 2014, devant la Russie et la France, en battant le record européen avec ses coéquipiers Luca Dotto, Luca Leonardi et Erika Ferraioli.